# Bengt Nilsson
Bengt Nilsson (Nils Bengt Nilsson; * 17. Februar 1934 in Härnösand; † 11. Mai 2018 in Solna) war ein schwedischer Hochspringer, der 1954 Europameister wurde.
Vor der Saison 1954 stand der Weltrekord im Hochsprung bei 2,12 m, aufgestellt 1953 vom US-Amerikaner Walt Davis. Der Europarekord des Finnen Kalevi Kotkas von 2,04 m stammte aus dem Jahr 1936.
Am 15. Juni 1954 stellte Nilsson in Södertälje den schwedischen Rekord mit 2,02 m ein. Am 2. Juli sprang er in Göteborg 2,03 m und war damit alleiniger schwedischer Rekordhalter. Eine Woche später gelang ihm in Halmstad ein Sprung von 2,05 m, womit er den Europarekord von Kotkas überboten hatte. Am 15. Juli übersprang er in Göteborg 2,10 m. Mitte August gewann er mit 2,09 m in Stockholm wie im Vorjahr den schwedischen Meistertitel.
Das Hochsprungfinale der Europameisterschaften in Bern wurde am 29. August ausgetragen. Nilsson begann bei 1,90 m. Nach der Anfangshöhe sprang er auch 1,93, 1,96, 1,98, 2,00 und 2,02 m im ersten Versuch und war damit Europameister vor dem Tschechoslowaken Jiří Lanský. Danach versuchte er sich noch an 2,06 m, brachte aber nach dem Titelgewinn nicht mehr die nötige Konzentration auf. 
Am 19. September gelang Nilsson dann in Göteborg eine abermalige Verbesserung des Europarekords auf 2,11 m, womit er bis auf einen Zentimeter an den Weltrekord herangesprungen war. 
Insgesamt trat Nilsson 1954 zu 47 Wettkämpfen an, in 37 davon überquerte er mindestens die 2-Meter-Marke. Für seine überragende Saison wurde er 1954 mit der Svenska-Dagbladet-Goldmedaille ausgezeichnet.
1955 verteidigte er seinen nationalen Titel, konnte danach aber nicht mehr an seine früheren Leistungen anknüpfen.